# Lista de deputados do Império do Brasil da 7.ª legislatura
Esta é a lista de deputados do Império do Brasil da 7.ª legislatura do Congresso Nacional. Inclui-se o nome civil dos parlamentares, o partido ao qual eram filiados na data da posse e a quantidade de votos que receberam para sua eleição, sua unidade federativa de origem, bem como outras informações. Esta legislatura da Câmara dos Deputados durou de 1848 a 1849, nos termos da Constituição Imperial de 1824.
A primeira sessão da 7ª Legislatura foi adiada para 23 de abril de 1849, por Decreto Imperial de 05 de outubro de 1848. Posteriormente, foi dissolvida por decreto de 19 de fevereiro de 1849. Houve novas eleições gerais em 1849. Por isso, houve duas sessões em 1850: a primeira de 1º de janeiro a 02 de maio (encerramento da sétima legislatura) e a segunda de 03 de maio a 11 de setembro (oitava legislatura). Ocorria no Brasil a Revolução Praieira.
Esta foi a sétima Legislatura da Câmara dos Deputados do Brasil, sendo a quarta do Segundo Reinado do Brasil.

## Presidência da Câmara de Deputados na 7.ª Legislatura[2]
| Nº | Nome do deputado                | Imagem | Período                                      | Província de origem |  | Partido             |
| -- | ------------------------------- | ------ | -------------------------------------------- | ------------------- |  | ------------------- |
| 26 | José Pedro Dias de Carvalho     |        | 2 de maio de 1847 - 24 de junho de 1848      | Minas Gerais        |  | Partido Conservador |
| 27 | Antônio Pinto Chichorro da Gama |        | 24 de junho de 1848 - 31 de dezembro de 1849 | Pernambuco          |  | Partido Liberal     |

## Lista de Parlamentares por Províncias[1]
| Deputados da 6ª Legislatura                     | Informações disponíveis |
| Província das Alagôas (5)                       | Província das Alagôas (5) |
| ----------------------------------------------- | --- |
| Francisco Joaquim Gomes Ribeiro                 | Magistrado |
| Affonso de Albuquerque e Mello                  | Padre da Igreja Católica |
| José Tavares Bastos                             | Deputado reeleito desde a 4ª Legislatura e Magistrado |
| Matheus Casado de Araujo Lima Arnaud            | Magistrado |
| José Correia da Silva Titara                    | |
| Província da Bahia (14)                         | |
| João José de Moura Magalhães                    | Magistrado |
| Angelo Francisco Ramos                          | Magistrado |
| Manoel Joaquim Pinto Pacca                      | Deputado reeleito. Coronel. |
| Angelo Muniz da Silva Ferraz                    | Deputado reeleito. Futuro Barão de Uruguaiana e Senador da República. |
| João Maurício Wanderley                         | Deputado reeleito. Futuro Barão de Cotegipe e Senador. |
| Francisco Gonçalves Martins                     | Deputado reeleito. Futuro Senador e Visconde de São Lourenço. |
| Eduardo Ferreira França                         | Médico |
| Luiz Antônio Barbosa de Almeida                 | Deputado reeleito. Magistrado. |
| Manuel Maria do Amaral                          | Deputado reeleito |
| Aprígio José de Souza                           | Deputado reeleito. Bacharel. |
| José Ferreira Souto                             | Deputado reeleito. Magistrado. |
| José de Gois Siqueira                           | Doutor |
| Manuel Vieira Tosta                             | Futuro Visconde e Marquês de Muritiba, proprietário rural, juiz, desembargador.                                                                                                 |
| Benevenuto Augusto de Magalhães Taques          | Magistrado |
| Província do Ceará (8)                          | |
| José de Assis Alves Branco Muniz Barreto        | Médico |
| Frederico Augusto Pamplona                      | Deputado reeleito (6ª, 7ª e 12ª legislaturas) e Bacharel |
| Joaquim Saldanha Marinho                        | Jurista e professor de direito |
| João Fernandes de Barros                        | Deputado reeleito e Jurista |
| Miguel Joaquim Ayres do Nascimento              | Na legislatura anterior, foi deputado geral pela Paraíba. Bacharel. |
| Thomaz Pompeu de Sousa Brasil                   | Deputado reeleito. Jornalista, padre e jurista. Membro do Partido Liberal |
| Carlos Augusto Peixoto de Alencar               | Deputado reeleito do Partido Conservador. Padre da Igreja Católica. |
| Domingos Carlos de Saboia                       | Padre. Foi deputado provincial do Ceará pelo Partido Liberal. |
| Província do Espírito Santo (1)                 | |
| Luiz Pedreira do Couto Ferraz                   | Ex-Presidente das Províncias do Espírito Santo e do Rio de Janeiro. Futuro Visconde do Bom Retiro.                                                                              |
| Província do Goyaz (2)                          | |
| Joaquim Inácio Ramalho                          | Jurista, professor de direito e Barão de Ramalho. |
| Estêvão Ribeiro de Resende, barão de Lorena     | Proprietário rural, jurista, advogado, filho do Marquês de Valença. Futuro Barão de Lorena. Ex-presidente do Mato Grosso.                                                       |
| Província do Maranhão (4)                       | |
| Joaquim Franco de Sá                            | Deputado reeleito. Magistrado e futuro Senador. Foi substituído em 1848 por João Duarte Lisboa Serra.                                                                           |
| Isidoro Jansen Pereira                          | Coronel. Foi substituído em 1848 por João Duarte Lisboa Serra. |
| Francisco José Furtado                          | Magistrado |
| Fabio Alexandrino de Carvalho Reis              | Bacharel |
| Província de Mato Grosso (1)                    | |
| João Crispiniano Soares                         | Jurista e professor de direito |
| Província de Minas Gerais (20)                  | |
| José Pedro Dias de Carvalho                     | Deputado reeleito. Futuro Senador do Império. |
| José Antônio Marinho                            | Deputado reeleito e Padre da Igreja Católica |
| Theophilo Benedicto Ottoni                      | Deputado reeleito. Futuro Senador do Império |
| Antonio da Costa Pinto                          | Deputado reeleito e Magistrado. |
| Pedro de Alcantara Cerqueira Leite              | Deputado reeleito. Magistrado e Futuro Barão de São João Nepomuceno. |
| Gabriel Getulio Monteiro de Mendonça            | Deputado reeleito. Ex-presidente das Províncias da Paraíba e do Espírito Santo.                                                                                                 |
| Antônio Thomaz de Godoy                         | Deputado reeleito e Magistrado. |
| José Feliciano Pinto Coelho da Cunha            | Militar. Descendente de Pêro Coelho e de Fernão Dias Paes Leme. Futuro Barão de Cocais. Foi deputado geral anteriormente.                                                       |
| Quintiliano José da Silva                       | Jurista e desembargador |
| Christiano Benedito Ottoni                      | Capitão-tenente da Marinha, engenheiro, professor, diretor da Estrada de Ferro Dom Pedro II e futuro senador do Império.                                                        |
| Francisco de Assis e Almeida                    | Jurista |
| Francisco de Paula Cerqueira Leite              | Desembargador e futuro Ministro do Supremo Tribunal |
| Antônio Gonçalves Chaves                        | Padre (?), jurista e professor de direito |
| Joaquim Antão Fernandes Leão                    | Deputado reeleito, jurista, bacharel. |
| José Jorge da Silva                             | Deputado reeleito. Em 1848, substituído por Elias Pinto de Carvalho. |
| Tristão Antônio de Alvarenga                    | Deputado reeleito. Jurista, bacharel. |
| Camillo Maria Ferreira Armonde                  | Médico, filho do Barão de Pitangui. Futuro Conde de Prados. Em 1848, substituído por Francisco Diogo Pereira de Vasconcelos.                                                    |
| Joaquim Cândido Soares de Meirelles             | Deputado reeleito e Médico |
| Manuel de Mello Franco                          | Deputado reeleito e Médico |
| José Felicíssimo do Nascimento                  | Padre da Igreja Católica |
| Província do Pará (3)                           | |
| Herculano Ferreira Penna                        | Na legislatura anterior, foi deputado por Minas Gerais. Jornalista e professor. Futuro Senador.                                                                                 |
| Bernardo de Souza Franco                        | Deputado reeleito. Futuro Visconde de Souza Franco e Senador. |
| João Batista de Figueiredo Tenreiro Aranha      | Deputado provincial de 1840 a 1848. Trabalho pela emancipação da província do Amazonas (1852) e pela navegação a vapor nesta região. Foi o primeiro Presidente desta Província. |
| Província da Parahyba do Norte (5)              | |
| Frederico Carneiro de Campos                    | Militar |
| Felizardo Toscano de Brito                      | Bacharel, jurista |
| Benedito Marques da Silva Acauã                 | Deputado reeleito. Bacharel, jurista |
| Nicolau Rodrigues dos Santos França Leite       | Deputado reeleito. Bacharel, jurista |
| João Coelho Bastos                              | Deputado reeleito |
| Província de Pernambuco (13)                    | |
| Joaquim Nunes Machado                           | Deputado reeleito. Magistrado. |
| Antônio Pinto Chichorro da Gama                 | Magistrado, membro do Partido Liberal. Foi substituído até 15 de junho de 1848 por Graciano Adolfo Cavalcanti de Albuquerque.                                                   |
| Antônio Affonso Ferreira                        | Deputado reeleito. Magistrado. |
| Jeronymo Vilella de Castro Tavares              | Deputado reeleito. Professor de direito, advogado, jornalista e poeta satírico.                                                                                                 |
| Urbano Sabino Pessoa de Mello                   | Deputado reeleito. Magistrado. |
| Felix Peixoto de Brito e Mello                  | Deputado reeleito. Magistrado. |
| José Francisco de Arruda Câmara                 | Magistrado |
| Manoel Mendes da Cunha Azevedo                  | Deputado reeleito. Professor de direito. |
| Joaquim Teixeira Peixoto Abreu Lima             | Jurista, bacharel. |
| Antônio da Costa Rego Monteiro                  | Deputado reeleito |
| Felipe Lopes Neto                               | Deputado reeleito. Jurista e membro da Revolução Praieira. |
| Manoel Ignácio de Carvalho Mendonça             | Deputado reeleito. Militar. |
| Joaquim Francisco de Faria                      | Padre da Igreja Católica |
| Província do Piauhy (2)                         | |
| Antônio Borges Leal Castello Branco             | Magistrado |
| Marcos Antônio de Macedo                        | Magistrado |
| Província do Rio de Janeiro (10)                | |
| José Maria da Silva Paranhos                    | Futuro Senador e Visconde do Rio Branco. |
| Thomaz Gomes dos Santos                         | Deputado reeleito. Médico e futuro Presidente do Rio de Janeiro. |
| Joaquim Vicente Torres-Homem                    | Médico, presidente da Academia Imperial. |
| Manuel José de Souza França                     | Advogado |
| Joaquim Francisco Alves Branco Muniz Barreto    | Deputado reeleito e Magistrado |
| João Manuel Pereira da Silva                    | Jurista, jornalista e membro do Partido Conservador. |
| Francisco de Salles Torres Homem                | Deputado reeleito. Advogado, médico e jornalista. Foi eleito deputado em 1842 pelo Ceará. Futuro Visconde de Inhomerim.                                                         |
| José Augusto Gomes de Menezes                   | Magistrado |
| Visconde do Uruguai                             | Deputado reeleito. Futuro Senador. |
| Euzebio de Queiroz Coutinho Mattoso             | Magistrado, exerceu o Ministério da Justiça e aprovou a Lei Eusébio de Queirós. Membro do Partido Conservador. Futuro Senador.                                                  |
| Província do Rio Grande do Norte (1)            | |
| Casimiro José de Moraes Sarmento                | Ex-Presidente das Províncias do Rio Grande do Norte e do Ceará. Bacharel e Advogado.                                                                                            |
| Província de Santa Catarina (1)                 | |
| Joaquim Augusto do Livramento                   | Jurista |
| Província de São Paulo (9)                      | |
| Raphael Tobias de Aguiar                        | Deputado reeleito e Militar |
| Bernardo José Pinto Gavião Peixoto              | Militar |
| Gabriel José Rodrigues dos Santos               | Jurista e professor de direito |
| João da Silva Carrão                            | Deputado reeleito. Professor de direito. Futuro Senador. |
| Tristão de Abreu Rangel                         | |
| Felício Pinto Coelho de Mendonça e Castro       | |
| Antônio Manuel de Mello                         | Militar |
| Antônio Clemente dos Santos                     | |
| Antônio Manuel de Campos Mello                  | Bacharel. Substituiu o Coronel Francisco Antônio de Sousa Queiroz, que foi nomeado Senador em 1848.                                                                             |
| Província de São Pedro do Rio Grande do Sul (5) | |
| Pedro Rodrigues Fernandes Chaves                | Futuro Barão de Quaraim e Senador do Império. |
| Luiz Alves Leite de Oliveira Bello              | Magistrado. Deputado provincial em 1845 do Rio Grande do Sul, pelo Partido Conservador.                                                                                         |
| José Martins da Cruz Jobim                      | Médico da Corte Imperial formado pela Universidade de Paris, precursor da psiquiatria e futuro Senador do Império                                                               |
| Israel Rodrigues Barcellos                      | Chefe do Partido Conservador no Rio Grande do Sul em 1848. |
| José de Paiva Magalhães Calvet                  | Militar, jornalista e ex-Presidente do Rio de Janeiro |
| Província de Sergipe (2)                        | |
| Joaquim José Teixeira                           | Advogado |
| Francisco Inácio de Carvalho Moreira            | Advogado e futuro Barão de Penedo. |

Fonte: Arquivo do Império brasileiro. Annaes do Parlamento Brasileiro. Rio de Janeiro: Typographia de H.J.Pinto, 1878. Disponível em: https://memoria.bn.br/DocReader/DocReader.aspx?bib=132489&pagfis=7299